# Praetorium Agrippinae
Le Praetorium Agrippinae est un castellum romain rattaché au limes du Vieux Rhin, en Germanie Inférieure . Ce castellum aurait été construit en 39 ou 40 par Caligula, afin de renforcer militairement la région contre les invasions germaniques du début du millénaire. Long de 170m et large de 150m, ce fort a été fondé sur le territoire du peuple Cananefate, un peuple côtier voisin de bataves. Situé aujourd’hui sous le village de Valkenburg, un village situé en Hollande méridionale, il a été fouillé au cours de la seconde guerre mondiale par les autorités néerlandaises. À la suite de la destruction du village du XXe siècle par l’invasion allemande, les autorités profitent de l’occasion et décident en effet de confier les fouilles du sous-sol du village, qui était déjà connu comme ayant accueilli un camp romain, au professeur Van Giffen. Ce dernier avait montré un intérêt pour ce site, notamment car la présence romaine aux Pays-Bas actuels était très faible. La première tranchée de la fouille menée par le professeur en 1941 a mené directement au praetorium ou prétoire, l’emplacement central le plus important du castellum, car il accueillait le préteur, celui qui dirige le camp militaire. C’est cette première découverte qui a donné le nom utilisé encore aujourd’hui de « praetorium » pour désigner l’ensemble du site, bien que ce soit un castellum.
Témoin historique et archéologique de la présence romaine aux Pays-Bas actuels, il est l’un des rares rappels de la présence romaine au nord de l’Europe, et est parmi les plus documentés des forts néerlandais de l’ancien limes romain.

## Toponymie
Praetorium Agrippinae est indiqué sur la Table de Peutinger entre Matilo, aujourd'hui Leyde-Roomburg et Lugdunum Batavorum actuellement Katwijk am Zee.

## Castellum Praetorium Agrippinae
Le castellum primitif date de 39, construit par l'empereur Caligula, qui lui donne le nom de sa mère Agrippine l'Aînée, décédée en l'an 33. 
En plein territoire du peuple des Cananefates, le castellum fortifié d'une triple enceinte avait comme garnison deux manipules et 60 cavaliers. 
Détruit comme les autres castellum pendant la révolte des Bataves et des Cananefates en l'an 69-70, il a été le poste de garnison de la Cohorte III Gallorum Equitata. 
Aux alentours de 180, les murailles ont été reconstruites en pierres et il est occupé par la Cohorte IV Thracum Equitata. 
Il est abandonné entre 240 et 275, comme presque tous les forts du Limes du Vieux Rhin.
Il a été rénové en 305 pour servir au stockage des céréales destinées à la province romaine de Britannia.

## Les fouilles
À la suite de la destruction du village néerlandais par les Allemands au début de la Seconde Guerre mondiale, les autorités entreprennent des fouilles sur ce site dont on savait qu'il y avait eu une présence romaine durant l'Antiquité. Le professeur Van Giffen dirige les recherches et débute en 1941 les premières études de terrain. Les vestiges étaient bien préservés. Beaucoup d'éléments, des déchets organiques, y compris des déchets alimentaires, d'os, de chaussures en cuir et encore de gréement ont été mis au jour. Des pièces de bois du casernement des soldats ont également été identifiées.